# Forpus coelestis
Forpus coelestis là một loài chim trong họ Psittacidae.

## Hình ảnh

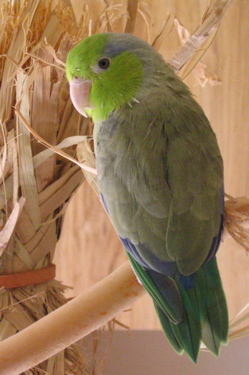
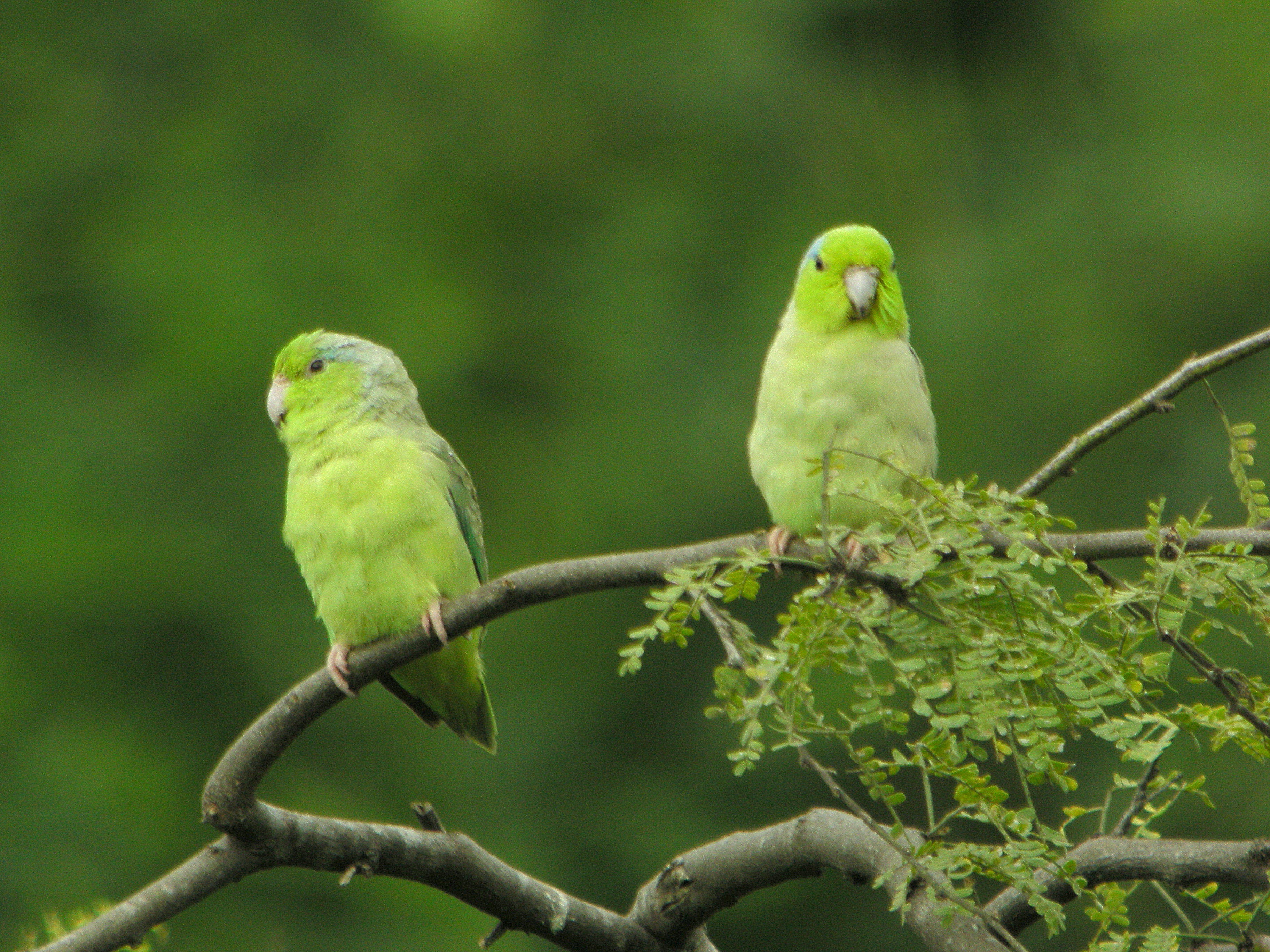
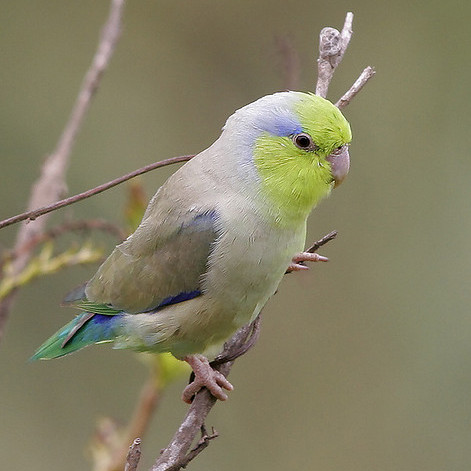
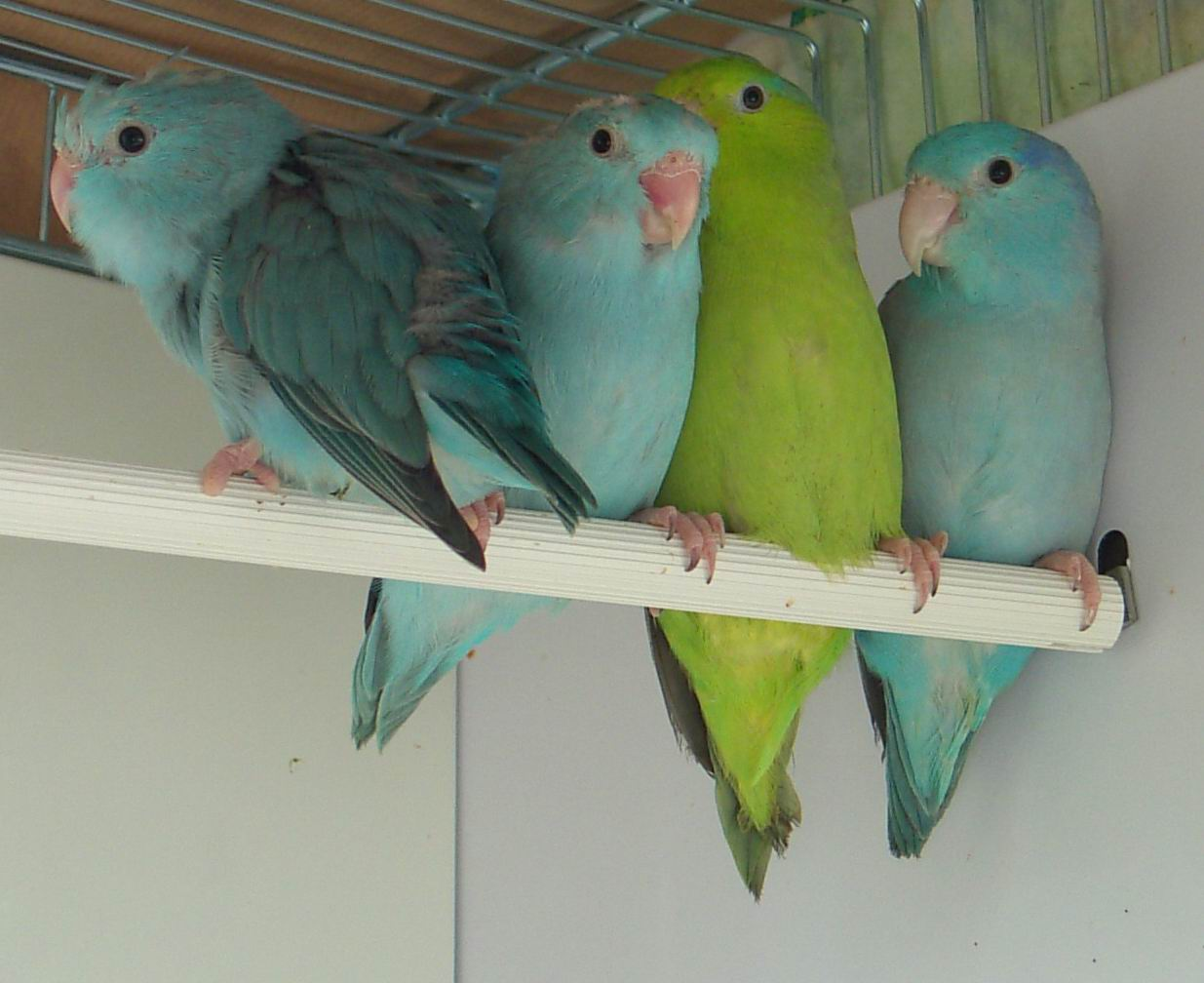
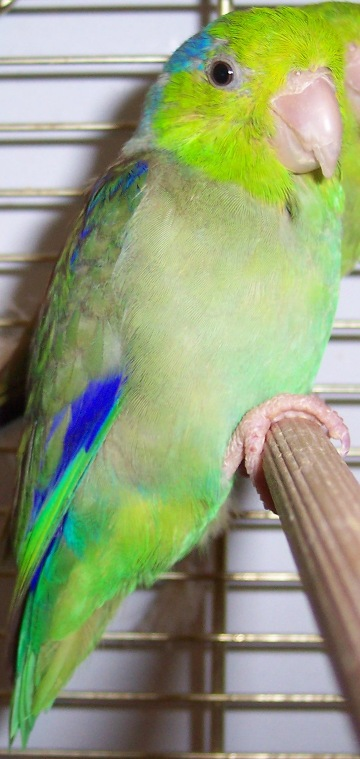